# Kamikawa, Saitama
Kamikawa (japanska: 神川町?, Kamikawa-machi) är en landskommun (köping) i Saitama prefektur i Japan.  